# Улица Садовники
У́лица Садо́вники (с 1939 года до 14 марта 1964 года — часть Коло́менского шоссе́) — улица, расположенная в Южном административном округе города Москвы на территории района Нагатино-Садовники.

## История
Улица получила современное название 14 марта 1964 года по расположению на месте бывшей деревни Садовники (Садовая Слобода), вошедшей в состав Москвы в 1960 году, название которой связано с существовавшими здесь со времён царя Алексея Михайловича фруктовыми садами и огородами. До этого улица являлась частью образованного в 1939 году Коломенского шоссе, получившего название по расположению вблизи бывшего села Коломенское, также вошедшего в черту Москвы в 1960 году, на месте которого в настоящее время находится музей-заповедник «Коломенское».

## Расположение
Улица Садовники проходит от Нагатинской улицы на юго-восток, с юго-запада к ней примыкает улица Академика Миллионщикова, далее с востока к ней примыкает Коломенское шоссе, улица поворачивает на юго-восток, затем на юго-запад и проходит далее до Коломенского проезда. Нумерация начинается от Нагатинской улицы.

## Примечательные здания и сооружения
По нечётной стороне:
По нечётной стороне:
- № 9 — в доме жил революционер Н. С. Абельман[6].
- № 13 — школа № 507 (здание № 2)[7].
- № 15 — психоневрологический интернат № 16.
- № 19 — детский санаторий № 56.

По чётной стороне:
- №4Б стр. 1 — храм преподобного Алексия, человека Божия, в Садовниках Русской Православной Церкви.
- № 10 к. 2 — школа № 507 (дошкольное отделение).
- № 12 — школа № 507 (здание №1)[7].

## Транспорт

### Автобус
- м19: от улицы Академика Миллионщикова до Коломенского шоссе и обратно.
- c820: по чётной стороне от Коломенского шоссе до Коломенского проезда (при движении в сторону метро «Каширская»).
- с806: по чётной стороне от улицы Академика Миллионщикова до Коломенского шоссе.

### Метро
- Станция метро «Коломенская» Замоскворецкой линии — северо-восточнее улицы, на пересечении проспекта Андропова с Нагатинской улицей и улицей Новинки